# Salvizinet
Salvizinet là một xã trong tỉnh Loire miền trung nước Pháp.